# Томас, Джеймс
Джеймс «Сон Форд» Томас (англ. James «Son Ford» Thomas; 14 октября 1926, Иден, Миссисипи, США — 26 июня 1993, Гринвилл, Миссисипи, США) — американский блюзовый гитарист, вокалист и автор песен, а также скульптор. Лауреат Blues Music Awards в номинации «Альбом традиционного блюза» (1989), номинант Blues Music Awards в номинациях «Исполнитель традиционного блюза» (1983, 1987), ««Альбом традиционного блюза» (1982, 1984) . Представитель традиционного дельта-блюза, часто игравший в слайд-технике «боттлнек».

## Биография
Джеймс Томас родился в 1926 году в Идене, штат Миссисипи. Своё прозвище он получил совсем ребёнком из-за того, что создавал скульптуры из необожжённой глины, которую он копал на берегах реки Язу. Как вспоминал сам Томас: «Я делал маленькие трактора Форд из глины. Я вставлял туда несколько палок, делал колёса и давал им высохнуть, а затем у меня было что-то, что можно было катать по полу. Это было в 1937 году, тогда меня впервые начали называть „Тридцать седьмой Форд“, а затем они стали называть меня просто обычным „Фордом“. Поэтому я сказал, что если я когда-нибудь буду записывать пластинки, я вставлю туда „Сынок Форд“» . Он жил с бабушкой и дедушкой и ещё в детстве начал лепить скульптуры на продажу. До начала 1960-х он работал трактористом в поле, и выступал как музыкант в местных джук-джойнтах. 
В 1961 году, чтобы содержать жену и шестерых детей, он переехал в Лейланд, где стал работать могильщиком в похоронном бюро. В это время он продолжил создавать скульптуры, и чаще всего его скульптуры представляли собой человеческие черепа, нередко с настоящими человеческими зубами , но чаще зубы были сделаны из кукурузы . Его работы выставлялись в Галерее искусств Коркоран в Вашингтоне, округ Колумбия, где Джеймс Томас был представлен Нэнси Рейган, тогдашней первой леди. Черепа, изготовленные Томасом, выставлены в Музее дельта-блюза в Кларксдейле, и Музее блюза «Highway 61» в Лейланде, штат Миссисипи. 
Джеймс Томас выучился играть на гитаре самостоятельно, сначала глядя на своего деда Эдди Коллинза и дядю Джо Купера на домашних вечеринках в округе Язу, а затем слушая радио во время работы в поле. На его манеру игры оказали влияние Элмор Джеймс и Артур Крудап. В 1968 году он был впервые записан  фольклористом Билли Феррисом. 
Джеймс Томас стал известен после появления в фильмах, снятых Центром Южного фольклора в 1970-х: «Delta Blues Singer: James „Sonny Ford“ Thomas»,  «Give My Poor Heart Ease: Mississippi Delta Bluesmen» и «Mississippi Delta Blues». В 1970-е получил постоянную работу на выступлениях у Эдди Кьюзик и вместе они записали песню «Once I Had a Car», которая была включена в альбом Mississippi Delta & South Tennessee Blues (1977). В 1970-1980 Джеймс Томас стал очень популярен в Миссисипи. Он выступал по всему штату в ночных клубах, на фестивалях, частных вечеринках, в государственных общественных мероприятиях, колледжах и джук-джойнтах. Он принимал участие в Смитсоновском фестивале американской народной жизни в Вашингтоне и в фестивалях в Норвегии и Германии, записывался в США, Голландии, Западной Германии и Италии. Но при этом, «самым важным местом для заработка для него часто были не концертные туры, а его дом, куда посетители приходили к нему, чтобы послушать, как он играет, или купить череп или гроб, которые он вылепил» .
В позднее время своей карьеры Джеймс Томас много работал со швейцарским харпером Вальтером Линигером. Возможно наиболее известной его работой стал альбом Gateway to the Delta. Фильм с одноимённым названием: «Gateway to the Delta: Delta Blues Singer James (Sonny Ford) Thomas», посвящённый жизни музыканта, в 1972 году победил на Фестивале искусств в Миссисипи. 
Джеймс Томас умер в доме престарелых в Гринвилле от эмфиземы, опухоли мозга и последующего инсульта , похоронен на кладбище Bogue Cemetery в Лейланде. Памятник через Zion Memorial Fund был оплачен Джоном Фогерти. Он оставил после себя жену, восемь дочерей и пять сыновей . Сын музыканта, Пэт Томас, продолжает выступления с песнями отца. 
После смерти Джеймса Томаса состоялась его персональная выставка «Дьявол и его блюз», название которой взято из текста фольклориста Уильяма Ферриса о творчестве Томаса .
Критик New York Times Джон Парелес в 1988 году писал, что песни Джеймса Томаса «состоят из тщательно подобранных, непревзойденных фрагментов: гитарной трели, образцовой вокальной линии, синкопированного аккорда, мрачного смешка» .
«Один из последних великих традиционных блюзовых музыкантов Дельты, Джеймсc „Сон“ Томас передаёт силу, искренность и целостность таких мастеров кантри-исполнителей, как Артур „Биг Бой“ Крадап» .

## Дискография
Полная иллюстрированная дискография Джеймса Томаса
- The Blues Are Alive and Well (1969), антология
- Mississippi Delta & South Tennessee Blues (1979), антология
- I Got the Blues This Morning (1979), антология
- Highway 61 Blues 1968–82
- Gateway to the Delta 1986–87
- Son Down On The Delta, (1982), Flying High Records - FH 650, (LP)